# Боббі Джуліч
Роберт (Боббі) Джуліч (англ. Bobby Julich; нар. 15 листопада 1971, Корпус-Крісті, штат Техас, США) — колишній американський професійний шосейний велогонщик, срібний призер літніх Олімпійських ігор 2004 року в Афінах, призер загального заліку Тур де Франс. Виграв кілька багатоденок міжнародного рівня, зокрема Париж — Ніцца 2005 року. У вересні 2008 року оголосив про завершення професійної кар'єри.

## Кар'єра
Боббі Джуліч народився в Корпус-Крісті (штат Техас). Починаючи з дитинства проживав у Ґленвуд-Спрінґс, з короткою перервою в Філадельфії, де зустрів свою дружину.
Розпочав свою спортивну кар'єру з перемоги в юніорській гонці Red Zinger Mini Classics 1985 року. Як аматор виграв національний чемпіонат з велогонок серед юніорів у 1990 році і був запрошений у складі збірної США на багатоденну гонку Тур ДюПон (Tour DuPont). На той момент це була найбільша багатоденка у США і Джуліч показав п'ятий результат у генеральній класифікації, а також виграв класифікацію молодих гонщиків.
У 1992 році підписав свій перший професійний контракт з командою Spago. У 1994 році виступав за команду Chevrolet.
У 1995 році перейшов у американську команду Motorola, за яку також виступали його ровесники і співвітчизники Ленс Армстронг і Джордж Гінкепі. Після року виступів йому поставили діагноз — суправентрикулярна тахікардія, це означає, що серце Боббі б'ється частіше, ніж зазвичай. Вуельту Іспанії 1996 закінчив на дев'ятому місці, що стало найкращим до того часу місцем, яке посів американець у генеральній класифікації іспанської супербагатоденки.
Коли Motorola припинила своє спонсорство наприкінці 1996 року, він приєднався до французької команди Cofidis, у якій здобув першу перемогу в професіоналах: в загальному заліку гонки Руд де Сюд (Route du Sud) та на двох етапах. Трохи пізніше пішов успіх на Тур де Лейн (Tour de l Ain).
У 1998 році найпрестижніша багатоденка Тур де Франс була затьмарена допінговими скандалами та припиненням участі в ній багатьох команд. Тільки 96 із 189 гонщиків змогли фінішувати в Парижі. Боббі Джуліч несподівано посів третє місце в генеральній класифікації Великої Петлі, програвши лише чемпіонові італійцеві Марко Пантані і Янові Ульріху з Німеччини. Його вважали наступним переможцем Тур де Франс і спадкоємцем Грега Лемонда.
1999 року він був одним з головних фаворитів на Тур де Франс, проте серйозно впав під час індивідуальної гонки з роздільним стартом і змушений був припинити участь в змаганні. Ті перегони після одужання виграв Ленс Арсмтронг.
У новому сезоні він переділ в команду Crédit Agricole, головним успіхом в якій можна вважати перемогу у командній гонці з роздільним стартом на 4 етапі Тур де Франс 2001. У підсумковій класифікації тієї Великої петлі він посів 18 місце. Два безславних сезони (2002—2003) американець провів у німецькій команді Team Telekom і наприкінці 2003 року вже подумував про завершення кар'єри.
У 2004 році він дебютує в данській команді CSC, якою керував чемпіон Тур де Франс 1996 року — Б'ярні Ріїс. І непогані результати не змусили себе чекати: третє місце в загальному заліку багатоденної гонки Париж-Ніцца, четверте — на Критеріум Інтернасіональ і на Турі країни Басків, п'яте — на Енеко Турі. У серпні 2004 року американець взяв участь в Літніх Олімпійських іграх в Афінах. В індивідуальній гонці з роздільним стартом він фінішував на третьому місці, проте після дискваліфікації американського велогонщика Тайлера Гемілтона отримав срібну медаль.
2005 рік став успішним для Боббі Джуліча. Він став першим американцем, який переміг на перегонах Париж-Ніцца. Також виграв Критеріум Інтернасіональ і Енеко Тур. Завдяки цьому уперше посів 8-ме місце в рейтингу UCI ProTour, а також допоміг команді CSC посісти в ньому перше місце.
У 2006 році у складі CSC виграв командну гонку на Джиро д'італія і допоміг лідерові команди Іванові Бассо здобути перемогу в генеральній класифікації італійської супербагатоденки з перевагою більш як дев'ять хвилин. До особистим успіхам американця можна віднести третє місце в загальному заліку Туру Каліфорнії і перемогу в пролозі на Париж-Ніцца. Він стартував під капітанським номером на Тур де Франс-2006, але впав і змушений був зійти з перегонів. Відтоді кар'єра Боббі Джулича була фактично закінчена. У сезоні 2007 року він здобув лише дві перемоги в командних перегонах і змушений був завершити спортивну кар'єру у 2008 році.

## Допінг
Після завершення кар'єри велогонщика Боббі Джуліч працював тренером у британській команді Team Sky. 25 жовтня 2012 року він покинув її через політику керівництва не допускати гонщиків, які вживали заборонені препарати, до роботи. У відкритому листі, опублікованому на сайті Cyclingnews американець зізнався, що використовував допінг.

## Родина
Дружина Боббі Джулича — Анжела. У їхній родині ростуть дві доньки — Олівія і Хлоя.

## Основні результати
1996
9-й — Вуельта Іспанії
Утримував майку  Короля гір упродовж десяти етапів
1997
1-й  Route du Sud
1-й на етапі 2A & 2B
1-й  Tour de l'Ain
1998
1-й  Критеріум Інтернаціональ
2-й — Dwars door Lausanne
2-й — Тур Лімузена
2-й Polynormande
3-й — Тур де Франс
5-й Чемпіонат Цюриха
1999
2-й Trophée des Grimpeurs
2000
2-й — Тур Середземномор'я
2001
3-й Гран-прі Лугано
18-й — Тур де Франс
1-й на етапі 4 (TTT)
2003
3-й LuK Challenge (разом з Олександром Винокуровим)
2004
1-й LuK Challenge (разом з Єнсом Фогтом)
2-й  Роздільна шосейна гонка, Олімпійські ігри
2-й Гран-прі Едді Меркса (разом з Єнсом Фогтом)
3-й — Париж — Ніцца
4-й — Критеріум Інтернаціональ
4-й — Тур Країни Басків
1-й на етапі 6
5-й — Eneco Tour
2005
1-й  Париж — Ніцца
1-й  Критеріум Інтернаціональ
1-й на етапі 3
1-й  Overall Eneco Tour
1-й на етапі 7
1-й LuK Challenge Chrono (разом з Єнсом Фогтом)
1-й на етапі 4 TTT Тур Середземномор'я
4-й — Тур Джорджії
5-й — Тур Країни Басків
2006
1-й пролог Париж — Ніцца
1-й на етапі 5 TTT Джиро д'Італія
1-й Ейдховенська командна гонка з роздільним стартом
3-й — Тур Каліфорнії
2007
1-й на етапі 2 TTT Тур Німеччини
1-й Ейдховенська командна гонка з роздільним стартом
2-й — Тур Саксонії